# Voulaines-les-Templiers
Voulaines-les-Templiers is een gemeente in het Franse departement Côte-d'Or (regio Bourgogne-Franche-Comté) en telt 342 inwoners (2005). De plaats maakt deel uit van het arrondissement Montbard.

## Geografie
De oppervlakte van Voulaines-les-Templiers bedraagt 22,5 km², de bevolkingsdichtheid is 15,2 inwoners per km².
De onderstaande kaart toont de ligging van Voulaines-les-Templiers met de belangrijkste infrastructuur en aangrenzende gemeenten.

## Demografie
Onderstaande figuur toont het verloop van het inwonertal (bron: INSEE-tellingen).

1. ↑  Populations de référence 2022.